# Mammal
Mammal è un film del 2016 diretto da Rebecca Daly.

## Trama
Margaret vive una vita solitaria, è divorziata e ha recentemente perso il figlio. Un giorno fa la conoscenza di un giovane ragazzo di nome Joe, che vive sulla strada, e inizia a sviluppare con lui uno strano e morboso rapporto. Nel frattempo, deve anche fare i conti con il ritorno dell'ex marito Matt, il quale non ha ancora superato il dolore per la morte del figlio.

## Distribuzione
Il film è stato proiettato in anteprima al Sundance Film Festival 2016 il 24 gennaio 2016, all'interno della rassegna World Cinema Dramatic Competition, dove è stato accolto con un buon successo di critica. Il film è stato proiettato il 2 febbraio successivo nei Paesi Bassi per l'International Film Festival Rotterdam ed il 4 febbraio in Svezia al Göteborg International Film Festival.
Il film è stato distribuito nelle sale irlandesi il 1º aprile 2016 dalla Wildcard Distribution.